# Алексеевка (Первомайский район, Харьковская область)
Алексе́евка (укр. Олексі́ївка) — село, Алексеевский сельский совет, Первомайский район, Харьковская область, Украина.
Код КОАТУУ — 6324580501. Население по переписи 2001 года составляет 1820 (862/958 м/ж) человек.
Являлась до 2020 года административным центром Алексеевского сельского совета, в который не входили другие населённые пункты.

## Географическое положение
Село Алексеевка находится на расстоянии 6 км от города Первомайского на обеих берегах реки Бере́ка;
выше по течению на расстоянии в 4 км расположено село Бере́ка,
ниже по течению на расстоянии в 3 км — село Зеленовка.
На расстоянии в 1 км расположено село Сива́ш,
в 3,5 км расположен город Первома́йский.
Через село проходит автомобильная дорога Т-2110.

## История
- 1731 — дата постройки Алексеевской крепости, которая входившей в Украинскую оборонительную линию Иоганна Вейсбаха.
- До 1 сентября (ст. ст.) 1917 года в составе Российской империи.
- С 1 сентября (ст. ст.) по 25 октября (ст. ст.) 1917 года в составе Российской республики. Далее началась Гражданская война.
- В 1918 году во время австро-германской оккупации многие жители Алексеевки боролись против врага в составе Тарановского партизанского отряда.
- C 29 апреля по 14 декабря 1918 года во время Гражданской войны в России 1918—1923 годов в составе Украинской державы.
- С июня 1919 по декабрь 1919 в составе белого Юга России, административно — в Харьковской области ВСЮР.
- В декабре 1919 года (после 12 декабря) красноармейцами[3] был расстрелян престарелый православный священник Харьковской и Ахтырской епархии Русской Православной Церкви села Алексеевки Змиевского уезда Ковалевский Михаил Павлович, 1848 года рождения.[3] Согласно архивным данным, «убит красными войсками, суду не подвергался, с белыми не был, отношение к советской власти контрреволюционное.»[4]
- В 1919 году некоторые жители Алексеевки пополнили конный отряд Червонного казачества Примакова, где командиром кавалерийской сотни был Н. М. Скрипниченко.
- C декабря 1922 года в составе Украинской Советской Социалистической Республики Союза Советских Социалистических Республик.
- Весной 1923 года создан Алексе́евский район Харьковской губернии, «национальный русский район»[5], один из четырёх национальных русских районов Харьковской области (наряду с Чугуевским, Староверовским и Больше-Писаревским)[6], каковым являлся до послевоенного времени (1947(?).
- 20 октября 1941 года нацистские немецкие войска вторглись на территорию Алексеевского района.
- 23 января 1942 года освобождено село Алексеевка, центр Алексеевского района, войсками 6-го кавалерийского корпуса (генерал-майор А. Ф. Бычковский) и 5-й гвардейской танковой бригады 6-й армии (генерал-майор А. М. Городнянский) Юго-Западного фронта (командующий генерал-лейтенант Ф. Я. Костенко) в ходе Барвенково-Лозовской наступательной операции 18-31.01.1942 года. 6-й кавкорпус фронтового подчинения действовал в полосе наступления 6-й армии[7].
- В конце мая 1942 года село снова оккупировано вермахтом (см. Барвенковский котёл).
- Окончательно освобождено РККА в начале сентября 1943 года.
- До 1947 года Алексеевка была районным центром Алексеевского района Харьковской области.
- В 1947 году районный центр был перенесён из Алексеевки в посёлок Лихачёво (Харьковская область), как более населённый и промышленно развитый пункт. При этом район продолжал называться Алексеевским.
- В 1963 году Алексеевский район был ликвидирован. При возобновлении в 1965 году был назван уже Первомайским.
- В 1966 году население села составляло 3100 человек; в селе работали средняя и три начальные школы, три клуба, 7 библиотек, больница на 75 коек; с селе находились центральные усадьбы трёх колхозов: «Комсомольская правда», «Дружба» и «Заря коммунизма», имевших с сумме 9463 гектаров земельных угодий.

## Экономика
- Молочно-товарная ферма.
- Песчаный карьер.

## Достопримечательности
- Хорошо сохранившаяся Алексеевская крепость (первоначальное название Берецкая, в 1738 г. переименована) Украинской линии.

## Известные люди

### В селе родились
- Журавлёв, Дмитрий Николаевич (1900—1991) — актёр театра, чтец, народный артист СССР (1979), лауреат Государственной премии СССР.
- Петров, Василий Родионович — русский и советский певец-бас.
- Оболенцев, Федор Дмитриевич (1914—1999) — доктор технических наук, профессор, входит в десятку самых известных литейщиков СССР.
- Оболенцев, Роман Дмитриевич (1906—1968) — доктор химических наук, профессор, академик СССР.